# Cui Dunli
Cui Dunli (崔敦禮) (596. – 29. kolovoza 656.), rođen kao Cui Yuanli (崔元禮), kurtoazno ime Anshang (安上), formalno Vojvoda Zhao od Gu'ana (固安昭公), bio je kineski službenik, vojskovođa i diplomat u službi dinastije Tang, koji je služio kao kancelar za vrijeme vladavine cara Gaozonga.